# Amellus alternifolius
Amellus alternifolius là một loài thực vật có hoa trong họ Cúc. Loài này được Roth mô tả khoa học đầu tiên năm 1800.